# 康范生
康范生（？—1649年），字小范，吉安府安福縣人，明朝政治與南明軍事人物。

## 生平
康范生是崇禎十二年（1639年）的舉人，以寫文章知名，又重視承諾，提出解決縣內問題的建議。赴京應試時萬時華客死異鄉，他為其主持喪事。隆武年間，朝廷任命他為中書舍人，跟隨萬元吉軍隊到皂口守衛忠誠，遷任戶兵部主事。忠誠失陷，城內的房屋失火，康范生卻在其中一間屋子裡穿好衣服等待燒死；清朝將領張管隊看到他，他說：「我是大明主事，想殺我就拿我的頭吧。」張管隊登上屋頂跌下來，被他扶起，笑道：「你是武士，這樣不濟啊？」使張管隊氣餒，送他到高進庫軍中，和楊文薦求明白一死，清朝將領聽到後都感到動容。劉澤清的副總兵馬龍池在軍中，康范生勸其禮葬忠誠府死難的士民。不久他被往南昌，遭清兵用刀劍指著，他說：「我恨你們的刀鋒不利，利的話則爽快了。」清兵互相說道：「這人真是不怕死的忠臣啊。」到達南昌，他始終不肯屈膝，只說：「國破家亡，應該死去。」被囚禁四百日後放走。永曆三年（1649年），永曆帝授與他和劉城給事中官職，但未及赴任就已經去世，死前著有《仿指南錄》講述自己的事蹟。

## 引用
1. 1 2  錢海岳《南明史·卷五十八·列傳第三十四》：康范生，字小范，安福人。崇禎十二年舉於鄉。下筆千言立成，知名當世。慷慨重然諾，遇通邑大利弊，侃侃建議。嘗赴公車，途次，會萬時華旅死，為經紀其喪。隆武中，以中書舍人從萬元吉軍皁口，隨守忠誠，遷戶兵部主事。
2. ↑  錢海岳《南明史·卷五十八·列傳第三十四》：城陷，四屋皆火，范生衣冠登屋待盡。清將張管隊見之，范生大呼曰：「我大明主事，欲殺取首去。」張升屋失足墜，范生以手掖之，笑曰：「汝輩介士，何不濟乃爾？」張氣懾，冠服送高進庫軍。與楊文薦求明白一死，清將皆動容。劉澤清部副總兵馬龍池在軍，范生勸禮葬忠誠死難諸士。尋送南昌，清兵弓刀相向，范生曰：「我恨汝刃不利耳，利則大快事。」清兵相謂曰：「此不怕死忠臣也。」及至南昌，終不屈膝，惟云：「國破家亡，自分當死。」獄繫四百日，放歸。永曆三年，昭宗授（劉）城、范生給事中，道遠未及赴卒。